# Урка (судно)
У́рка — тип старовинного вітрильного судна, винайдений в Іспанії. Вийшов з ужитку ще до XIX століття.
Урка мала розмір барки, але за міцністю не поступалася кораблю. Вирізнялася довгим румпелем, який для полегшення праці кермового оснащувався двома шківами в шківгатах на його кінці. Зазвичай мала дві щогли. Цим кораблям була притаманна висока швидкість та остійність. Серед інших типів суден урки вирізнялись багатим оздобленням: їх завжди розмальовували й золотили.
За розмірами вони поділялись на великі — військові та маленькі — торгові. Військові урки входили до складу Великої Армади, зокрема урка «Великий грифон» під командуванням Лопе де Медіна мала на борту 40 гармат і водотоннажність 650 тонн. Малими урками окрім торговців часто користувались контрабандисти. Незважаючи на добрі якості, про них збереглося мало відомостей. Доволі детальний опис цього судна французький письменник Віктор Гюго навів у своєму романі «Людина, що сміється».